# KHD A6M 324 R
Die Typenreihe KHD A6M 324 R war eine dreiachsige Diesellokomotive mit Stangenantrieb, die für den Rangierdienst konzipiert wurde. Von 1938 bis 1943 wurden 16 Lokomotiven von Klöckner-Humboldt-Deutz (KHD) gebaut, diese waren bis in die 1970er Jahre im Einsatz, keine von ihnen ist erhalten.
Eine Lokomotive war kurzzeitig als V 22 100 bei der Deutschen Bundesbahn.

## Entwicklung
Die Entwicklung der Diesellokomotiven für den Betrieb bei der Wehrmacht geht auf die Mitte der 1930er Jahre zurück. Die Bezeichnung der Lokomotive leitete sich aus der Motorbezeichnung ab; A6M 324 R bedeutet: Motorreihe A = stehender Viertakt-Dieselmotor in Reihenanordnung, 6 = Zylinderzahl,  M = wassergekühlt, 3 = Entwicklungsstufe 3 des Motors, 24 = Kolbenhub des Motors in cm, R = regelspurige Rangierlok.
Von dieser Typenreihe wurden 16 Lokomotiven für verschiedene Unternehmen in Deutschland und Frankreich gebaut:
- eine Lokomotive für Flughafenbau Berlin,
- zwei Lokomotiven für die I.G. Farben,
- zwei Lokomotiven für Wolff Walsrode,
- eine Lokomotive für die Lignose Sprengstoffwerke,
- eine Lokomotive für die WASAG,
- eine Lokomotive für die Wehrmacht,
- eine Lokomotive für die Süddeutsche Teerindustrie STM,
- eine Lokomotive an das Reichsluftfahrtministerium und
- eine Lokomotive für die Kontinentale Öl AG.

Nach Frankreich wurden vier Lokomotiven geliefert.

## Technik
Die Lokomotiven besaßen einen relativ langen Maschinenvorbau und dahinter ein geräumiges Führerhaus mit großen Fenstern. Die Kraftübertragung erfolgte durch Stangenantrieb, wobei die Blindwelle als Getriebeabgangswelle hinter den Antriebsrädern unter dem Führerhaus gelagert war. Von der Blindwelle führte eine Treibstange zur mittleren Achse und von dieser je eine Kuppelstange zu den anderen Achsen. 
Angetrieben wurden sie von einem schnelllaufenden Sechszylinder-Viertakt-Dieselmotor von KHD, dem nach einer Einscheibentrockenkupplung ein Viergang-Wechselgetriebe mit Wendegetriebe folgte. Die Anordnung der Blindwelle außerhalb der Rädergruppe ermöglichte keine größeren Geschwindigkeiten.

## Einsatz

### Wehrmacht
Die Lokomotive wurde 1940 ausgeliefert und war in Hannover beheimatet.

#### DB V 22 100
1947 wurde sie von der Deutschen Bundesbahn übernommen und als V 22 100 bezeichnet. Die Stationierungsdaten waren: 1948–1949 in Nordenham, 1950 in Vegesack, 1951 Bw Rheydt sowie das Ausbesserungswerk Opladen. Die Lokomotive wurde im gleichen Jahr ausgemustert.
1953 kam sie zusammen mit der V 16 100 zu den Mindener Kreisbahnen. Hier wurde sie vor Güterzügen mit Personenbeförderung mit maximal drei Wagen nach Wegholm eingesetzt. Auch auf der Strecke nach Kleinenbremen war sie im Einsatz. Sie war mehr als 20 Jahre bei der Kreisbahn und wurde 1975 in die Niederlande zur Museumstoomtram Hoorn–Medemblik abgegeben. Die Lok hat dort bis 1976 Güterzüge befördert, wurde dann abgestellt und 1979 verschrottet.

### Reichsluftfahrtministerium
Die Lokomotive wurde 1940 nach Berlin ausgeliefert. Noch im selben Jahr wurde sie nach Niederösterreich zu einer Firma bei Felixdorf versetzt. 1955 ging die Lok in den Bestand der Staatsbahn über und erhielt bei den Österreichischen Bundesbahnen die Baureihennummer 2166.01. Eingesetzt war die Lokomotive im internen Verschub in einem Werk in Wörth. 1976 wurde sie ausgemustert.
Die Lokomotive ist in Details der ÖBB 2066 ähnlich, die im Eisenbahnmuseum Strasshof steht.